# Athletes Unlimited Volleyball Exhibition Tour
L'Athletes Unlimited Volleyball Exhibition Tour si è svolto dal 25 marzo al 21 aprile 2023. Ha visto la partecipazione di una selezione di 16 giocatrici della lega sfidare 9 programmi universitari di NCAA Division I in partite d'esibizione per la promozione della pallavolo professionistica negli Stati Uniti d'America. Ha sostituito la terza edizione del torneo di Athletes Unlimited all'interno della stagione sportiva 2022-23, dopo lo spostamento di quest'ultima da primavera in autunno, con il conseguente slittamento all'interno della stagione sportiva 2023-24.

## Rosa
| N° | Nome               | Ruolo | Data di nascita  | Nazionalità sportiva |
| -- | ------------------ | ----- | ---------------- | -------------------- |
| 0  | Amanda Benson      | L     | 9 marzo 1995     | Stati Uniti          |
| 5  | Mallory McCage     | C     | 2 febbraio 1994  | Stati Uniti          |
| 6  | Alisha Glass       | P     | 5 aprile 1988    | Stati Uniti          |
| 7  | Erin Fairs         | S     | 14 agosto 1994   | Stati Uniti          |
| 8  | Sydney Hilley      | P     | 24 luglio 1998   | Stati Uniti          |
| 10 | Kazmiere Brown     | C     | 7 ottobre 1996   | Stati Uniti          |
| 12 | Willow Johnson     | O     | 23 aprile 1998   | Stati Uniti          |
| 13 | Leah Edmond        | S     | 13 febbraio 1998 | Stati Uniti          |
| 16 | Jenna Rosenthal    | C     | 14 maggio 1996   | Stati Uniti          |
| 17 | Taylor Bruns       | P     | 17 luglio 1991   | Stati Uniti          |
| 18 | Deja McClendon     | S     | 27 giugno 1992   | Stati Uniti          |
| 28 | Taylor Morgan      | C     | -                | Stati Uniti          |
| 35 | Falyn Fonoimoana   | O     | 13 marzo 1992    | Stati Uniti          |
| 46 | Morgan Hentz       | L     | 27 luglio 1998   | Stati Uniti          |
| 48 | Jamie Peterson     | S     | 25 maggio 1998   | Stati Uniti          |
| 55 | Alison Bastianelli | C     | 24 luglio 1997   | Stati Uniti          |

## Tappe
Il tour ha previsto nove amichevoli contro altrettante formazioni universitari e due incontri di esibizione all'interno di due eventi di qualificazione dei tornei federali di USA Volleyball.
| Data           | Sfidante             | Impianto                       | Città         | Stato                 |
| -------------- | -------------------- | ------------------------------ | ------------- | --------------------- |
| 25 marzo 2023  | Ohio State           | Covelli Center                 | Columbus      | Ohio                  |
| 30 marzo 2023  | Kentucky             | Memorial Coliseum              | Lexington     | Kentucky              |
| 31 marzo 2023  | Louisville           | L&N Federal Credit Union Arena | Louisville    | Kentucky              |
| 4 aprile 2023  | Minnesota            | Maturi Pavilion                | Minneapolis   | Minnesota             |
| 5 aprile 2023  | Wisconsin            | Wisconsin Field House          | Madison       | Wisconsin             |
| 8 aprile 2023  | Windy City Qualifier | Windy City Qualifier           | Chicago       | Illinois              |
| 12 aprile 2023 | Texas                | Gregory Gymnasium              | Austin        | Texas                 |
| 13 aprile 2023 | Baylor               | Ferrell Center                 | Waco          | Texas                 |
| 15 aprile 2023 | Northeast Qualifier  | Northeast Qualifier            | Filadelfia    | Pennsylvania          |
| 19 aprile 2023 | Howard               | Burr Gymnasium                 | Washington    | Distretto di Columbia |
| 21 aprile 2023 | Penn State           | Rec Hall                       | State College | Pennsylvania          |